# Les Sanglots longs
Les Sanglots longs est un téléfilm français de Jean-Paul Carrère diffusé en 1972.

## Titre
Le titre est le premier vers du poème Chanson d'automne de Paul Verlaine, qui fut utilisé pour informer des résistants français de l'imminence du débarquement du 6 juin 1944.

## Fiche technique
- Réalisation : Jean-Paul Carrère
- Scénario : Jean Cosmos, d'après une histoire de Gilles Perrault
- Année : 1972
- Pays :  France
- Première diffusion le 16 février 1972

## Distribution
- Daniel Rivière : Frédéric Vannier
- Marcel Cuvelier : le commissaire
- Paul Le Person : Rudi
- Karin Meier : Grete
- Jean Carmet : Siriot
- Bernadette Lange : La mère